# Curtiss R3C
Dimensions
Le Curtiss R3C est un avion de course américain construit en version terrestre puis modifié en hydravion. C'était un biplan monoplace construit entièrement par la Curtiss Aeroplane and Motor Company.

## Conception et développement

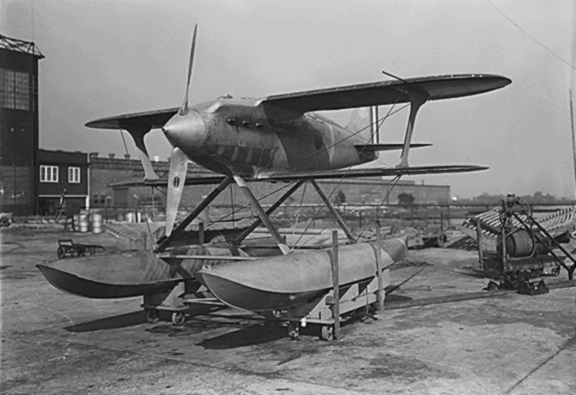
Version hydravion (R3C-2) à la Naval Aircraft Factory dans la ville de Philadelphia

Construit en bois, le fuselage comportait quatre longerons de frêne et sept cloisons verticales de bouleau. Le cadre était recouvert de deux couches de bandes d'épicéa de 2 pouces de large (51 mm) et 3/32 pouces d'épaisseur (2,38 mm). Celles-ci étaient placées en diagonale, à 45° par rapport à la ligne centrale horizontale du fuselage pour la première et à 90° pour la deuxième couche par rapport à la première. Ces bandes de placage étaient collées et clouées sur le cadre. Le fuselage était ensuite recouvert de tissu vernis. Les ailes et la queue étaient également en bois, avec des nervures en épicéa et un revêtement de bandes d'épicéa.
Les ailes à une seule travée étaient grillagées et contenaient de minces radiateurs de surface en laiton. Ces radiateurs contenaient 12 gallons (45,4 litres) d'eau circulant, à raison de 75 gallons (283,9 litres) par minute. L'utilisation de radiateurs de surface permettait de réduire la trainée aérodynamique.
Le moteur Curtiss V-1400 fut développé à partir du précédent Curtiss D-12. C'était un V12 à 60° de 22,940 litres de cylindrée à refroidissement liquide et double arbre à cames en tête (DOHC) avec un taux de compression de 5,5: 1. La puissance était évalué à 510 chevaux à 2 100 tr/min et pouvait produire 619 chevaux à 2 500 tr/min. Le moteur était à entraînement direct avec une hélice à pas fixe bipale en duralumin d'un diamètre de 2,337m. Le moteur à lui seul pesait 299 kg.
En version terrestre, le R3C-1 n'emportait que 27 gallons (102 litres) de carburant, ce qui permettait 48 minutes de vol à plein régime. Dans le R3C-2 la capacité de carburant fut augmentée à 60 gallons (227 litres), assez pour 1h30 à pleine vitesse, en installant des réservoirs de carburant dans les flotteurs.
Les ailes et les flaps étaient peints en or. Le fuselage, le stabilisateur, les ailerons, les entretoises, les carénages, le capot, les pontons et/ou les roues étaient tous noirs.

## Versions
- R3C-1 [1], version terrestre pilotée par Cyrus Bettis lors du Pulitzer Trophy Race du 12 octobre 1925. Course remportée à une vitesse de 406,5 km/h [2]. Le train d’atterrissage fixe du R3C-1 était une configuration en trépied. Un patin de queue en hickory stratifié fut ajouté pour protéger le gouvernail. Des cocardes étoilées étaient peintes sur les côtés droit et gauche de la surface externe de l'aile supérieure et sur la surface inférieure de l'aile inférieure, sauf les radiateurs d'ailes. Le gouvernail était peint avec des rayures verticales rouges, blanches et bleues, la bande bleue étant à côté du poteau de direction. Des deux côtés de la dérive verticale était écrit "US Army" en blanc. Des deux côtés du fuselage à l'arrière du poste de pilotage, un grand numéro 43 était peint en blanc. Ce fut le numéro utilisé pour la course Pulitzer. Lors de la course Schneider de 1925 l'avion portait le numéro 3 et lors de la Course du Trophée Schneider de 1926 il portait le numéro 6.
- R3C-2, version hydravion à double flotteurs pour la Coupe Schneider de 1925 qui eut lieu dans la baie de Chesapeake à Baltimore, Maryland (numéro de course N°3) et celle de 1926 à Hampton Roads (numéro de course N°6). Le R3C-2 était une conversion en hydravion du R3C-1.
- R3C-3, version hydravion motorisée par un V12 Packard 2A-1500 de 600 ch. Prévu pour participer à la Coupe Schneider de 1926, il fut détruit dans un accident avant la course le 12 Novembre 1926.
- R3C-4, version hydravion à double flotteur pilotée par le lieutenant George T. Cuddihy de l'US Navy pour la coupe Schneider 1926. Motorisé par un Curtiss V-1550. Numéro de série A.6979, numéro de course N°4

## Historique opérationnel
Le 12 octobre 1925 à Mitchel Field, Long Island, New York, le lieutenant Cyrus Bettis, de l'US Air Force, établi un nouveau record mondial de vitesse de la Fédération Aéronautique Internationale sur une distance de 100 kilomètres (62.14 milles) avec un Curtiss R3C-1. Sa vitesse moyenne fut de 401,28 kilomètres par heure (249,34 miles par heure). Le lieutenant Bettis reçu le trophée Pulitzer.
Jimmy Doolittle remporta le trophée Schneider 1925 à la vitesse de 374,274 km/h sur son Curtiss R3C-2. Les deux autres R3C-2, piloté par George Cuddihy et Ralph Oftsie, n’atteignirent pas la ligne d'arrivée. Le lendemain, avec le même avion sur une ligne droite, Doolittle atteignit 395,4 km/h, établissant un nouveau record du monde sur hydravion. Pour le Trophée Schneider de l'année suivante qui eut lieu le 13 novembre 1926, le moteur du R3C-2 fut amélioré et le Lieutenant Christian Franck Schilt de l'USMC remporta la deuxième place à 372,34 km/h.
Lors de l'édition 1926 de la Coupe Schneider l'équipe américaine utilisa trois avions Curtiss, chacun avec un moteur V-12 différent :
- Le 1er lieutenant Christian Frank Schilt, du Corps des Marines, pilotait un Curtiss R3C-2 (n° de série A.7054) propulsé par un Curtiss V-1400 portant le numéro de course 6.
- Le lieutenant William Gosnell Tomlinson, de la Marine américaine, pilotait un Curtiss F6C-6 Hawk avec le numéro de course 2 (n° de série A.7128) équipé d'un moteur Curtiss D-12A.
- Le lieutenant George T.Cuddihy, de la Marine américaine, pilotait un Curtiss R3C-4, (N° de série A.6979), portant le numéro de course 4, avec un moteur Curtiss V-1550.

## Opérateurs
États-Unis
- United States Army Air Service (1 exemplaire)
- United States Navy (2 exemplaires)

## Avion conservé
Le R3C-2 vainqueur de la coupe Schneider 1925 piloté par Jimmy Doolitle est conservé au National Air and Space Museum, Washington DC. Il porte toujours son numéro de course "3" de 1925.

## Dans la culture populaire
Dans le film d'animation Porco Rosso du studio Ghibli réalisé par Hayao Miyazaki un Curtiss R3C-2 apparaît. Ce film met en vedette l'aviation de l'entre-deux-guerres dans une version romancée. Le pilote du Curtiss R3C-2 est lui-même nommé Curtiss. Les dialogues font également référence à la coupe Schneider de 1925.

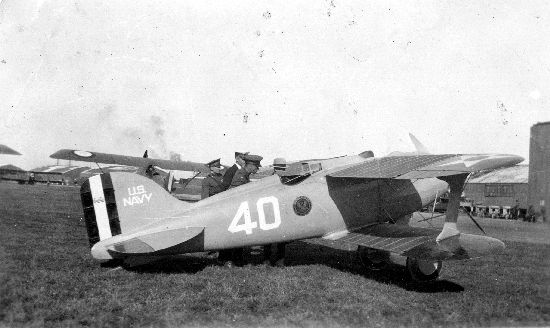
Curtiss R3C-1
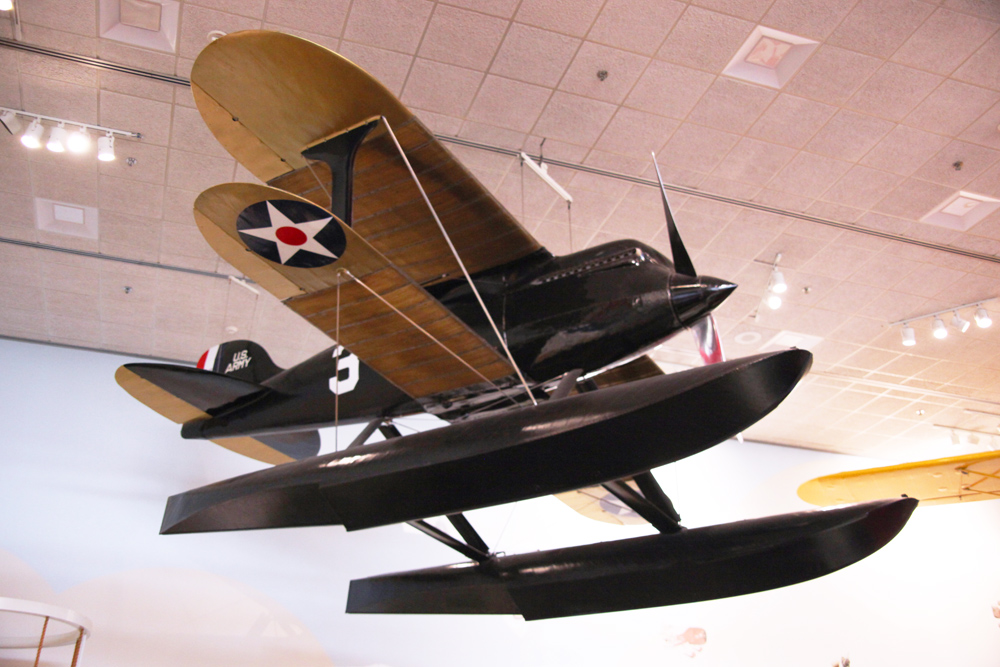
Curtiss R3C-2 au Smithonian Air and Space Museum
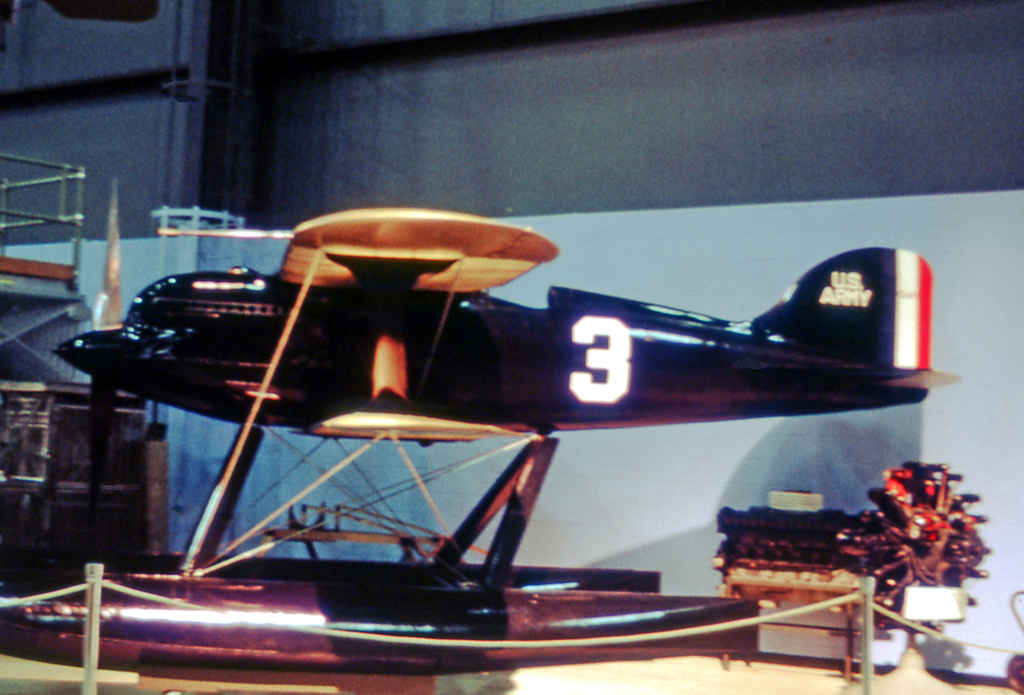
Curtiss R3C-2 au Smithonian Air and Space Museum
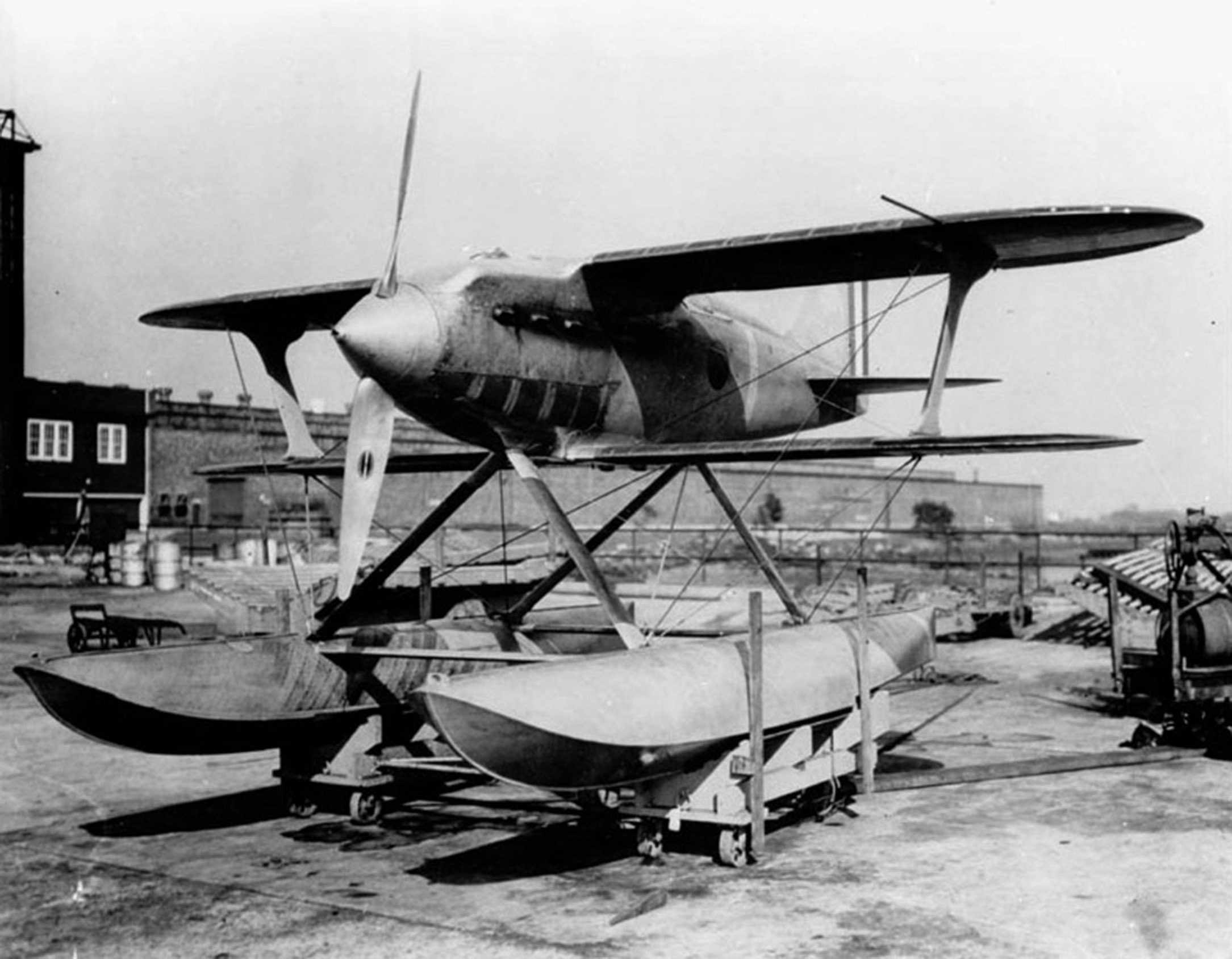
Curtiss R3C-3 à la Naval Aircraft Factory octobre 1926
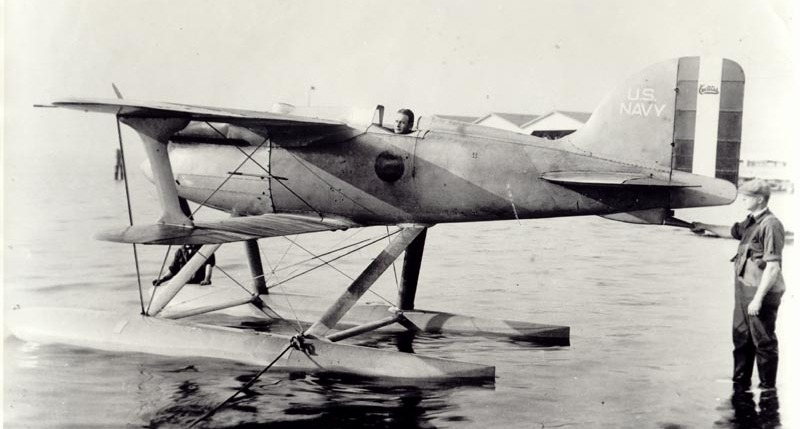
Curtiss R3C-4 1926

### Liste connexe
- Avions de la Coupe Schneider